# 김병준 (1954년)
김병준(金秉準, 1954년 3월 26일~)은 대한민국의 대학 교수 출신 정치인이다. 국민대 교수로 재직하던 중 제49대 교육부총리 겸 교육인적자원부 장관으로 임명되었으나 논문 표절 논란으로 13일 만에 사퇴하였다. 본관은 의성이며 경상북도 고령 출생이다.

## 생애
1986년부터 국민대학교 행정정책학부 교수였다. 노무현 정부에서 청와대 정책실장을 역임하고, 2006년 부총리 겸 교육인적자원부 장관에도 임명됐지만 한나라당에서 논문 표절 의혹을 제기하여 취임 13일 만에 사퇴하였다. 박근혜 정부에서 국무총리로 내정되었으나, 실제로는 박근혜-최순실 게이트의 여파로 인하여 임명되지는 않았다.
자유한국당은 2018년 7월 17일 김병준 신임 혁신비상대책위원장을 공식 추대했으며, 이날 전국위원회를 열고 김 위원장 추대 안건을 만장일치로 의결했다. 김 비대위원장은 인적청산보다 가치와 비전 정립이 먼저임을 강조하였다. 또한 "박정희 시대처럼 국가기획주의에 입각해 기업을 간섭하는 국가여야 한다고 생각하는 사람들은 (한국당에) 따라올 수 없는 것이다."면서 시장자유 확대를 강조하였고, 문재인 정부를 향해서도 국가주의라고 비판하였다. 문재인 정부에서 '먹방'을 규제하겠다고 하자 다시 국가주의적이라고 비판하였다.

## 학력
- 고령초등학교(입학)
- 대구수창초등학교(전학)
- 대구남산초등학교(졸업)
- 1969년~1972년: 대구상업고등학교
- 1972년~1976년: 영남대학교 정치학 학사
- 1977년~1979년: 한국외국어대학교 대학원 정치학 석사
- 1980년~1984년: 델라웨어 대학교 대학원 정치학 박사

## 경력
- 1986년 3월~2018년 3월: 국민대학교 행정정책학부 교수
- 1995년~2002년: 경제정의실천시민연합 지방자치특별위원회 위원장
- 2001년 1월~2002년 5월: 새천년민주당 당무위원
- 2001년 3월~2002년 2월: 전국사립대교수협의회연합 공동회장
- 2001년 3월~2002년 2월: 국민대학교 교수협의회 회장
- 2002년 3월~2004년 2월: 국민대학교 행정대학원 원장
- 2002년 5월~2002년 12월: 새천년민주당 노무현 대통령 후보 정책자문단 단장
- 2002년 12월~2003년 2월: 제16대 대통령직인수위원회 정무분과위원회 간사위원
- 2003년 4월~2006년 5월: 대통령자문 정부혁신지방분권위원회 위원장
- 2004년 6월~2006년 5월: 대통령비서실 정책국장
- 2006년 7월~2006년 8월: 부총리 겸 교육인적자원부 장관
- 2006년 10월~2008년 2월: 대통령정책특별보좌관 겸 대통령자문(청와대) 정책기획위원장
- 2008년 2월: 사단법인 공공경영연구원 이사장
- 2008년 7월~2010년 2월: 제2대 이투데이 회장
- 2009년 7월~: 사단법인 사회디자인연구소 이사장
- 2016년 박근혜-최순실 게이트 와중에 국무총리 후보로 지명되었으며 본인이 공식적으로 승낙하였으나 국회에서 인준되지 않은 채 박근혜 대통령 탄핵 소추가 이뤄지면서 내정자 신분이 소멸해 자연히 낙마하였다.[6][7]
- 2018년 3월~: 국민대학교 사회과학대학 행정학과 명예교수
- 2018년 7월~2019년 2월: 자유한국당 비상대책위원장
- 2018년 7월~2019년 2월: 여의도연구원 이사장
- 2020년 3월~2020년 4월: 미래통합당 4·15총선 중앙선거대책위원회 중부권역 선대위원장
- 2020년 5월~2020년 9월: 미래통합당 세종특별자치시당 세종특별자치시 을 당원협의회 위원장
- 2020년 7월~2020년 9월: 미래통합당 세종특별자치시당 위원장
- 2020년 9월~2021년 7월: 국민의힘 세종특별자치시당 위원장
- 2020년 9월~2023년 2월: 국민의힘 세종특별자치시당 세종특별자치시 을 당원협의회 위원장
- 2021년 3월~2021년 4월: 국민의힘 2021년 재보궐선거 서울특별시장 보궐선거 선거대책위원회 명예선대본부장
- 2021년 11월~2022년 1월: 국민의힘 선거대책위원회 중앙선거대책위원회 선거대책위원장단 공동상임선대위원장
- 2022년 3월~2022년 5월: 제20대 대통령직인수위원회 지역균형발전특별위원장
- 2022년 12월~: 새로운 미래를 준비하는 모임 상임고문
- 2023년 2월~: 제11대 사회복지공동모금회 회장
- 2023년 2월~2023년 8월: 전국경제인연합회 회장 직무대행 겸 미래발전위원장
- 2023년 8월~: 전국경제인연합회 상근 고문
- 2023년 5월~: 재단법인 백선엽장군기념재단 자문위원 겸 백선엽장군기념사업회 이사

## 논란
- 2006년 당시 부총리 겸 교육인적자원부 장관으로 지명된 후, 청문회에서 두 딸이 우리나라 대표적인 명문고들인 대원외고와 대일외고에 각각 편법으로 편입했다는 의혹도 제기받아[8] 정운찬 전 서울대학교 총장과 김대용 전 대일외고 교감 등이 청문회 증인으로 채택되기도 했다.

- 골프 접대와 관련해 청탁금지법 위반 논란이 있다. 2017년 8월 하이원리조트에서 열린 KLPGA 투어에 앞서 펼쳐진 프로암 경기가 청탁금지법의 적용을 받는 골프 접대로 볼 수 있는지, 또 이 행사 초청자 가운데 청탁금지법 적용을 받는 참가자가 모두 몇 명인지, 그리고 당시 프로암 경기 골프비용과 기념품, 식사비 등 접대 비용이 100만원을 초과하는지 이 3가지 쟁점에 대해 경찰이 수사 중이다.[9]

- 김병준 비대위원장이 임명한 김대준 비대위원은 비대위원으로 임명된 날까지도 더불어민주당 당원이었으며, 6.13 지방선거에서 민주당 광역의원으로 공천을 신청했지만 예비경선에서 탈락했던 전력이 있는 것으로 알려졌다. 아울러 음주운전과 주거침입, 절도 등의 혐의로 벌금형을 받는 등 2건의 전과가 있는 것으로 밝혀져 논란이 됐다. 이 같은 사실이 알려지면서 당내 의원들은 김 비대위원의 교체를 공공연히 요구해왔으며, 김대준 비대위원은 사퇴하게 되었다.[10]

## 역대 선거 결과
| 실시년도 | 선거   | 대수 | 직책     | 선거구            | 정당       | 득표수   | 득표율          | 순위 | 당락 | 비고 |
| -------- | ------ | ---- | -------- | ----------------- | ---------- | -------- | --------------- | ---- | ---- | ---- |
| 2020년   | 총선   | 21대 | 국회의원 | 세종특별자치시 을 | 미래통합당 | 31,495표 | \| \| 39.68% \| | 2위  | 낙선 |      |
|          | 39.68% |      |          |                   |            |          |                 |      |      |      |